# بروک آنجلینا
بروک آنجلینا (انگلیسی: Brooke Valentine؛ زادهٔ ۵ اکتبر ۱۹۸۴) یک هنرپیشه اهل ایالات متحده آمریکا است.